# Matrensa
Matrensa è un sito archeologico nel comune di Siracusa, situato tra la SS115 e la Penisola della Maddalena, in contrada Milocca e costituito da una necropoli della cultura di Thapsos, e un villaggio neolitico riferibile alla cultura di Stentinello. 

## Scavi archeologici
Paolo Orsi si occupò di varie campagne in questa zona, anche se la scoperta della prima tomba (cultura di Thapsos) risale al 1872, quando un carro sprofondò casualmente dentro uno degli ipogei.                Durante gli scavi e gli studi sulle tombe, viene portato alla luce un villaggio neolitico trincerato,  ascrivibile alla cultura di Stentinello (VI-V millennio a.C.).

## Necropoli
Le tombe sono di diversa natura (a grotticella artificiale con pozzetto d'ingresso, a fossa, ipogeiche). I reperti riscontrati sono principalmente vasi micenei (Miceneo III A), una spada di bronzo e vasi della cultura di Thapsos.
Altri reperti (come monete romane del III secolo d.C.) indicano che il sito fu frequentato anche in età greca e tardo-imperiale, in quanto vi passava l'antica Via Elorina, le cui tracce, nelle vicinanze, furono identificate da Paolo Orsi nel 1892. Dunque è probabile la presenza di edifici lungo questa principale via stradale antica.

## Villaggio Neolitico
Nel 1903 Orsi scopre un villaggio neolitico protetto da trincee scavate sulla roccia, lunghe dodici-trenta metri e profonde quattro, al cui interno furono rinvenute ceramiche della cultura di Stentinello, ossidiane, selci. All'interno di una tomba furono trovati vasi risalenti alla facies di Diana (V-IV millennio a.C.)